# شهریار افشار
شهریار صدیق افشار (متولد ۱۳۵۰) فیزیکدان، استاد سابق دانشگاه هاروارد و کارآفرین ایرانی-آمریکایی است.

## زندگی
شهریار افشار فارغ‌التحصیل مدرسه مدرس سابق یعنی مدرسه صالح تهران است. او برای نوآوری و انجام آزمایش افشار در دانشگاه هاروارد در سال 2004 شده‌است. افشار همچنین استاد مهمان در دانشکده فیزیک و ستاره‌شناسی دانشگاه روآن نیوجرسی است.
آزمایش افشار یک آزمایش نوری است که ادعا شده نشان‌دهنده تناقضی در اصل مکملی مکانیک کوانتومی است. در نتیجه جنجال‌های پیرامون این ادعا، افشار دربارهٔ دین و ملیتش نیز مورد حمله قرار گرفته‌است. این حملات شخصی در یک سرمقاله نیوساینتیست مورد انتقاد قرار گرفت که آن‌ها را «افراطی» خوانده بود.
اخیراً افشار بر کارهای تجاری خود، به عنوان رئیس و مدیر عامل شرکت ایمرز در کمبریج ماساچوست، شرکتی در زمینه بازی‌های کامپیوتری، تمرکز نموده‌است.

## نظریه در فیزیک کوانتوم
در ۱۸ نوامبر ۲۰۰۹، در آستانه راه‌اندازی برخورددهنده هادرونی بزرگ، افشار در یک اظهار نظر اعلام کرد که شرط می‌بندد شتاب‌دهنده بوزون هیگز را نخواهد یافت و به جای آن تئوری پیشنهادی خود را دربارهٔ منشأ اینرسی که در مقاله‌ای در ۱۹۹۹ توصیف کرده بود را ارائه داد.
شهریار افشار نظریه‌ای به نام نظریه افشار در فیزیک کوانتوم دارد. این نظریه شکست آزمایش برخورد دهنده بزرگ هادرون را پیش‌بینی می‌کند. آزمایش برخورد دهنده بزرگ هادرون در فیزیک به نظر شهریار افشار به مفهوم ریسک کردن اعتبار و دارایی‌های علمی است و نظریه او برای آمادگی برای پیامدهای دیگر در علم است.